# Aqueduc de Roquefavour
L’aqueduc de Roquefavour est un pont-aqueduc en arc en pierre d'une longueur de 393 mètres, et d'une hauteur de 82,65 mètres. Situé sur la commune de Ventabren dans les Bouches-du-Rhône, il sert à l'acheminement de l'eau de la Durance à Marseille et fait partie d'un canal appelé canal de Marseille. Il franchit la vallée de l'Arc, enjambant à la fois la rivière, la route d'Aix-en-Provence à Berre et la voie ferrée Aix-Rognac.
Sa construction, commencée en 1841 et achevée en 1847, a été dirigée par l’ingénieur des ponts et chaussées Jean de Montricher, secondé par William Fraisse. Il est toujours utilisé de nos jours.
D'une architecture largement inspirée par l'antique pont du Gard, il est près de deux fois plus haut que ce dernier. Il s'agit du plus haut aqueduc en pierre du monde.
La ligne du TGV Méditerranée passe à moins d'un kilomètre à l'Est, et franchit elle aussi la vallée par un viaduc important.

## Historique

### Projet
Après deux années consécutives de sécheresse en 1833 et 1834 qui a vu la restriction d'eau à un litre par habitant et par jour, puis d'inondations déclenchant une épidémie de choléra, le maire de Marseille, Maximin-Dominique Consolat, propose en 1835 la construction d'un canal de 80 km de long amenant l'eau de la Durance à Marseille.
Pour franchir la rivière Arc, la ville choisit le projet  de Jean François Mayor de Montricher d'un pont-aqueduc en maçonnerie plutôt qu'un pont-siphon malgré son coût de 3 784 871 francs-or, soit presque le double du pont routier de Cubzac, ou le quadruple de l'aqueduc Saint-Clément, dont il est contemporain.

### Travaux
En 1839 et 1840, les sondages et les recherches de carrières sont menés afin de s'assurer de la disponibilité et des coûts de la pierre et de la chaux. L'adjudication des travaux est faite en 1840. Les travaux débutent un an plus tard.
Ceux-ci se déroulent sous la direction d'un technicien suisse, nommé ingénieur en chef par Montricher secondé par William Fraisse. Ils mobilisent 5 000 ouvriers dont 300 travailleurs de la pierre. Les blocs pouvant peser jusqu'à 15 tonnes proviennent de deux carrières de pierre du village de Velaux, ils sont transportés jusqu'au chantier de l'aqueduc grâce à une voie de chemin de fer de 9 km créée pour ce chantier.
La construction s'avère plus complexe et plus coûteuse que prévu. Les entrepreneurs réclament alors la résiliation des contrats mais le ministre des Travaux publics, Jean-Baptiste Teste, ordonne la poursuite des travaux le 16 avril 1842. Les entrepreneurs obtiennent que la suite des travaux se fassent alors en régie.
En mai 1847 le pont-aqueduc est enfin terminé ; le 30 juin, l'eau de la Durance franchit et coule pour la première fois sur le pont-aqueduc.

### Accroissement du débit
La capacité de transit passe à 4,4 m3/s en 1971 grâce à deux conduites superposées d'un mètre de diamètre posées dans le passage du troisième étage.
En 1975 la cunette est remplacée par un tuyau de 2,20 mètres de diamètre.

### Marques de reconnaissance
Le pont-aqueduc de Roquefavour est reconnu comme étant le plus grand ouvrage en pierres de son type au monde,.
L'aqueduc achemine l'eau à Marseille et devient de fait lié à la construction du Palais Longchamp célébrant l'arrivée de l'eau à Marseille. 
Alphonse de Lamartine, ministre des affaires étrangères, le qualifie de merveille du monde. Le parement brut est une caractéristique de l'édifice « par mesure d'économie dans la taille, les parements visibles des pierres principales très légèrement piochées ont été laissés bruts et font saillie sur le nu (parement) des murs, en produisant des effets d'ombre et de lumière, qui dessinent énergiquement la vigoureuse ossature de la construction ».
Les proportions générales, comme le coût de l’édifice, ne font cependant pas consensus. En 1990, Bernard Marrey critique ce monument de prestige qui « a coûté fort cher à nos aïeux ». Il estime que l'allongement des piles des premier et deuxième étages contraste avec l'harmonie du Pont du Gard, en particulier, « [la hauteur] du deuxième étage introduit une disproportion fâcheuse », ce qui l'amène à conclure que « des proportions mal étudiées donnent à cet ouvrage colossal un aspect grêle ».
Louis Napoléon Bonaparte a décerné en 1852 la croix d'officier de la Légion d'honneur à Jean François Mayor de Montricher, réalisateur de cet ouvrage colossal, conquis sur le rocher, bien inséré dans l'environnement avec la montagne Sainte-Victoire en fond.
Il est classé monument historique en 2005.

## Architecture de l'aqueduc
Inspiré du pont-aqueduc du Gard, il est également construit sur trois étages.
Il mesure 393 m de long et sa hauteur 83 m est pratiquement le double de celle du pont du Gard qui est à 48 m (58 %). S'il s'agit du pont-aqueduc le plus haut du monde en maçonnerie, ce n'est toutefois pas l'ouvrage d'art le plus haut du monde en maçonnerie, le viaduc des Fades ayant des piles de 92 mètres de hauteur et son tablier culminant à 133 mètres au-dessus de la Sioule.
- Base : 12 arches de 15 m d'ouverture, hauteur de 34,1 m

- Niveau 2 : 15 arcades de 16 m d'ouverture, hauteur de 34,9 m

- Niveau 3 : 53 arches de 5 m d'ouverture, hauteur de 13,5 m

L'aqueduc garde l'empreinte des rochers environnants grâce à ses blocs de pierre taillés sur leur face intérieure et bruts en face extérieure.

## Pérennité de l'ouvrage
En 2016, le canal de Marseille, dont l'aqueduc de Roquefavour, fournit 240 millions m3 d'eau potable soit 80 % de la consommation de Marseille.
L'ouvrage est un point d'intérêt majeur de la région aixoise,.
Des travaux importants ont commencés en 2020, et furent prévus pour une durée de 44 mois afin d'assurer la pérennité de l'ouvrage,,,.
Le chantier de restauration s'est achevé avec la pose, le 17 mai 2024, de la dernière pierre par Martine Vassal, présidente de la métropole d'Aix-Marseille-Provence. Le chantier, qui s'est déroulé conformément aux prévisions, a coûté 16,8 millions d'euros (HT). De ce montant, 62 %, soit 10,4 M€, ont été apportés par la métropole au titre des monuments historiques, la Direction régionale des Affaires culturelles a versée 2,9 M€ et l'Agence de l'eau 3,5 M€

## Galeries

### XIXesiècle

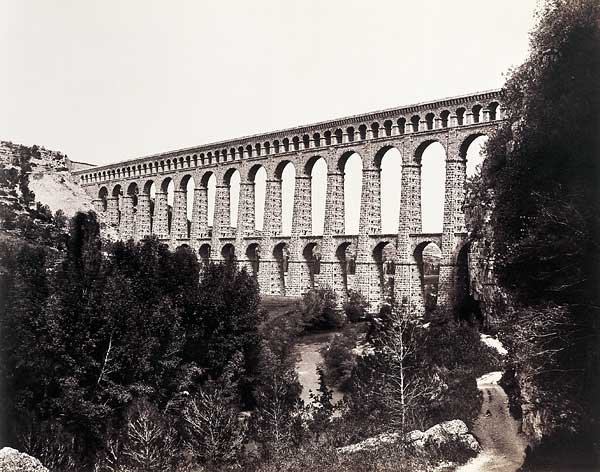
Vu par Édouard Baldus, vers 1861.
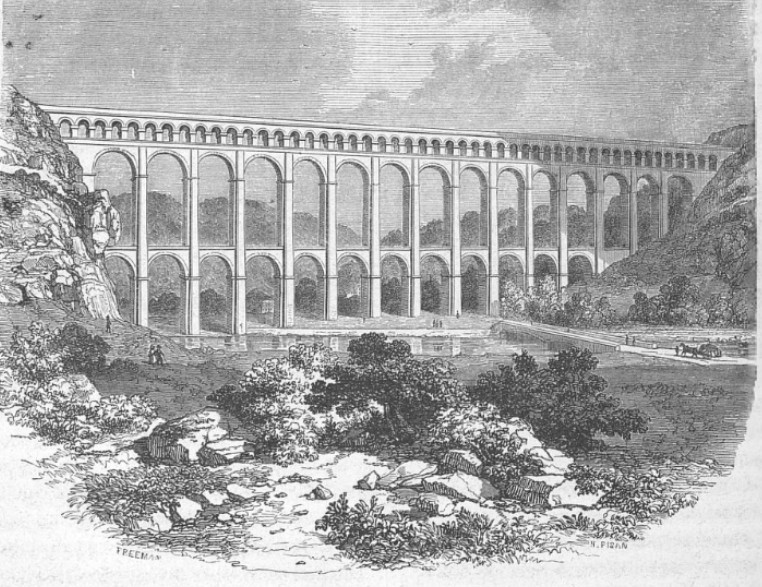
Dessin de Freeman, 1872.

### Photos modernes

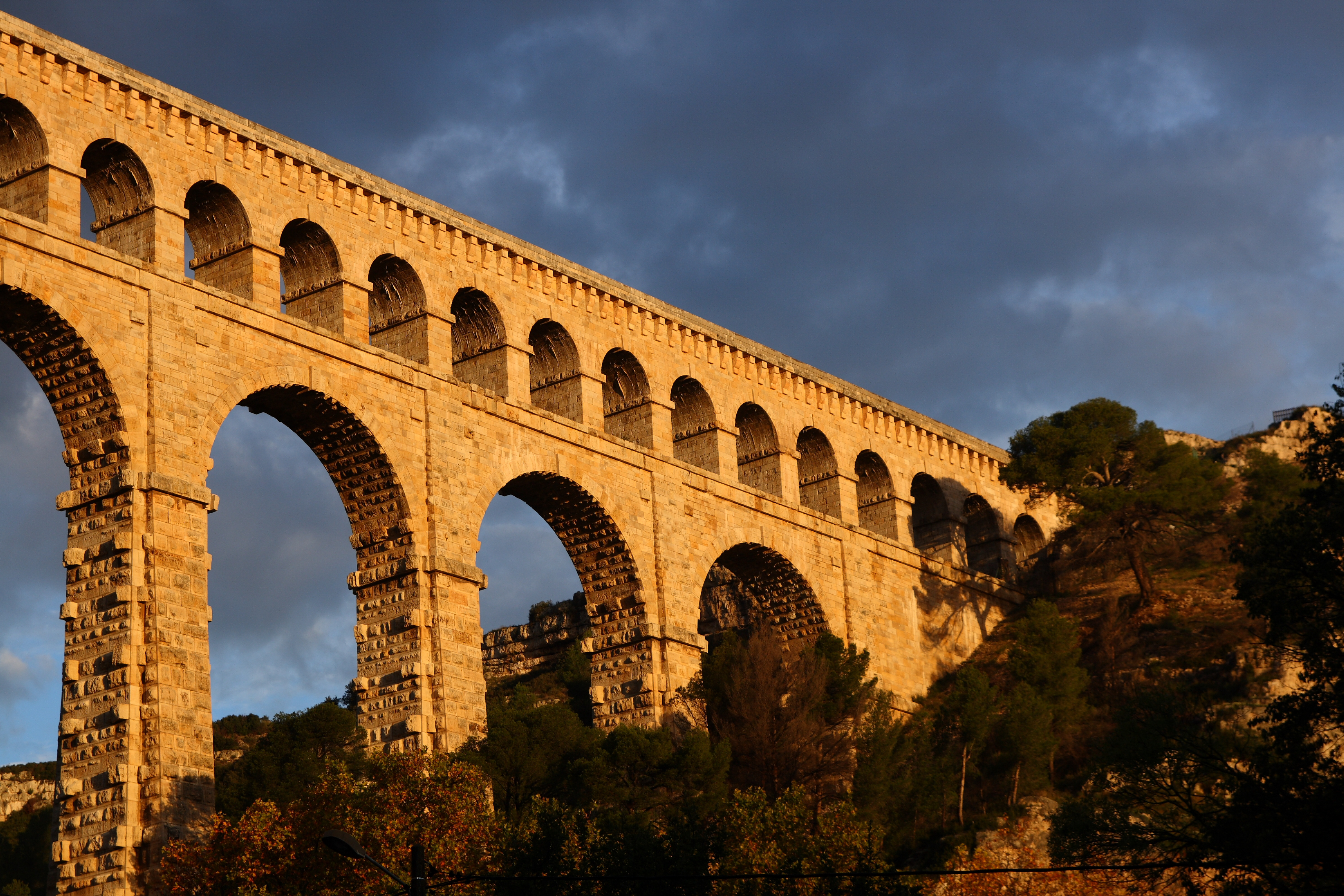
Aqueduc de Roquefavour vu depuis le petit parking au Sud-Ouest.
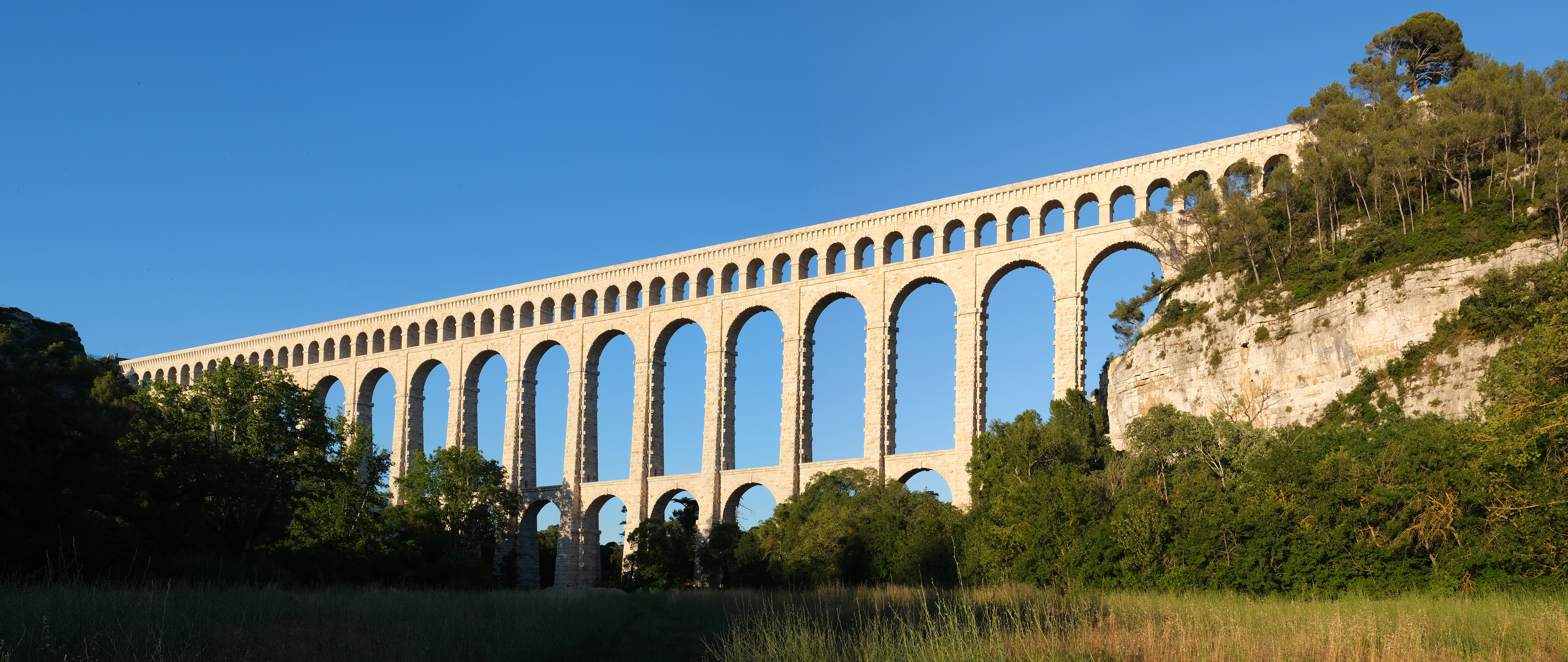
Aqueduc de Roquefavour vu depuis le champ au Nord-Est.
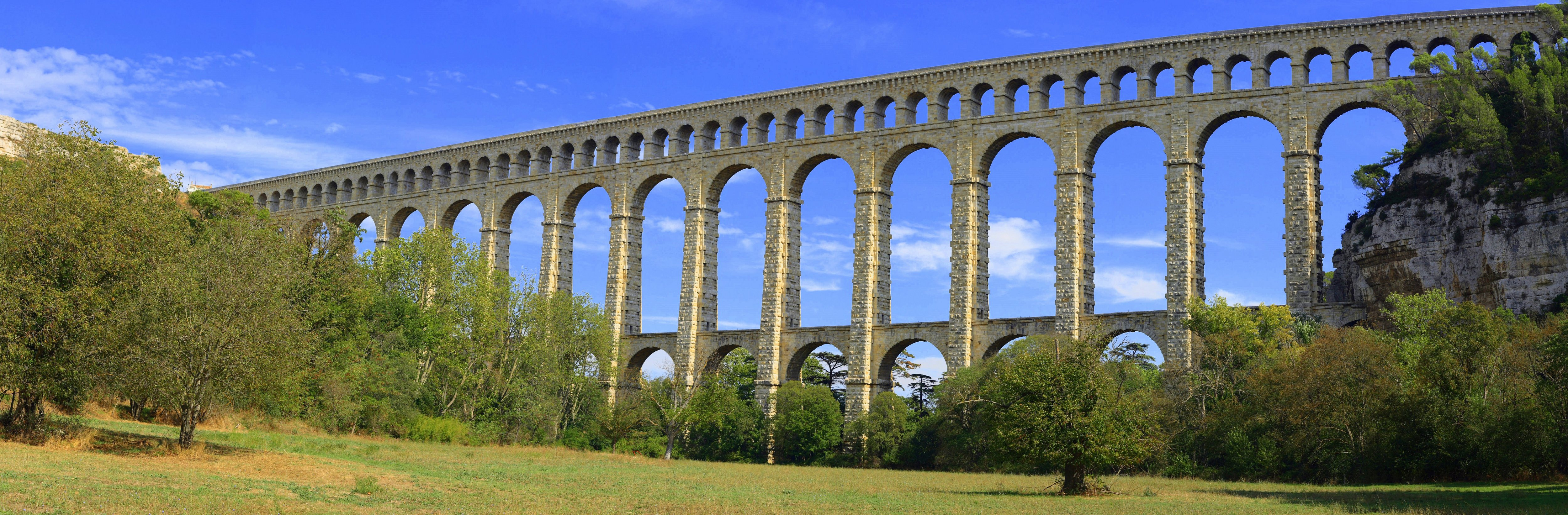
Panoramique de l'aqueduc de Roquefavour vu depuis la prairie au Nord-Est (prise à environ 150 m).
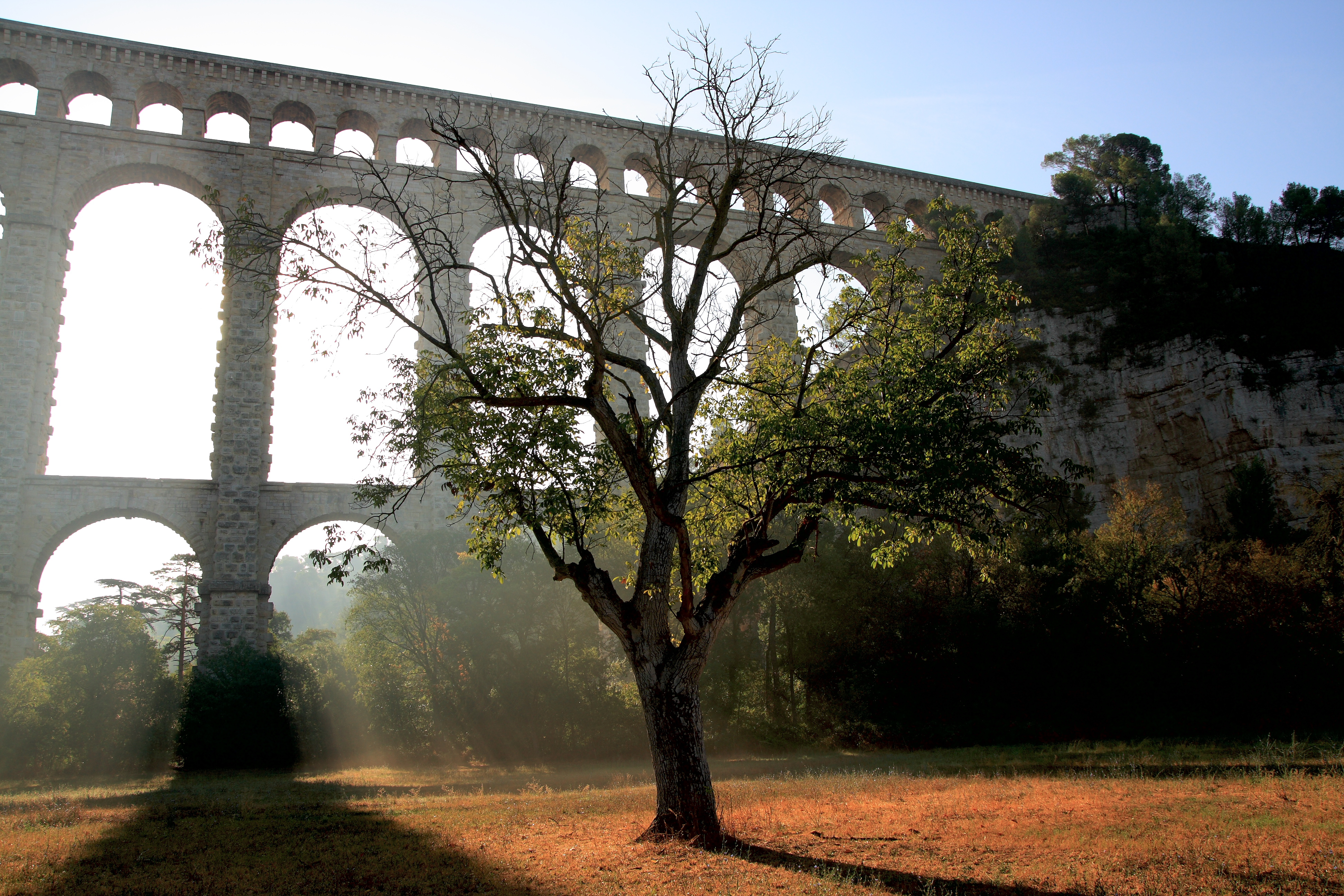
Aqueduc de Roquefavour vu de la prairie au Nord-Est.
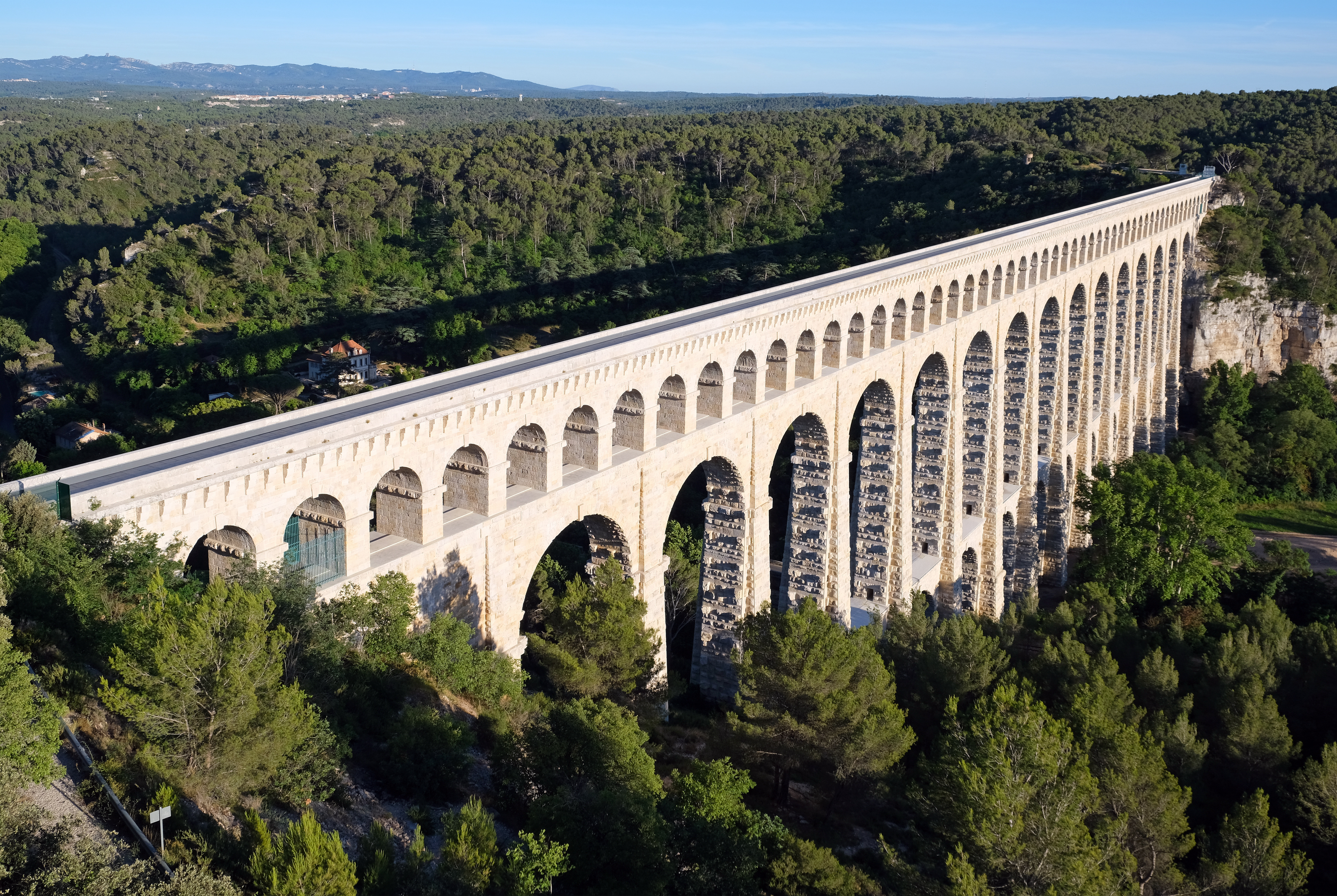
Aqueduc de Roquefavour vu de la falaise à l'Est.
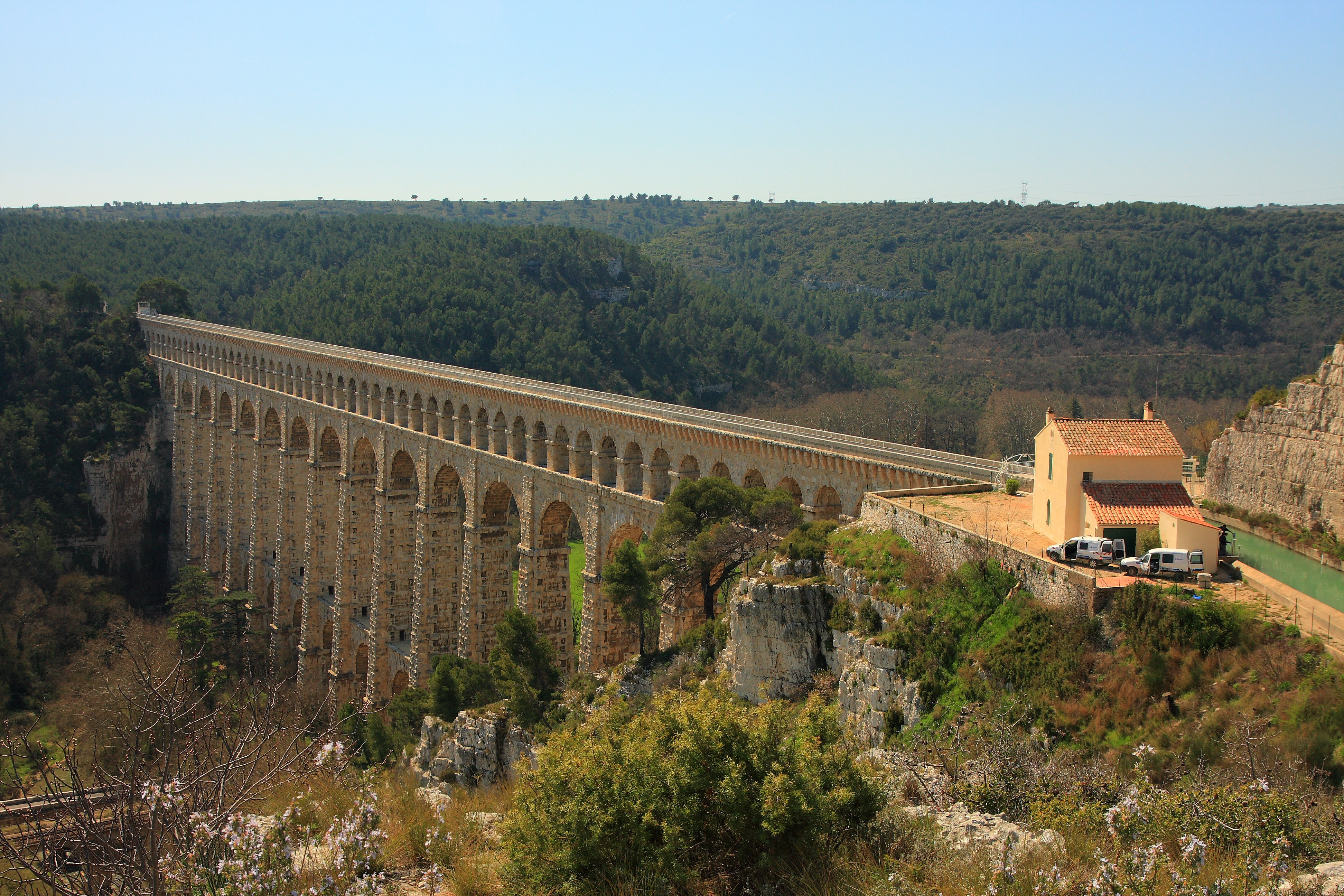
Aqueduc de Roquefavour et poste de garde vus depuis la falaise à l'Est.
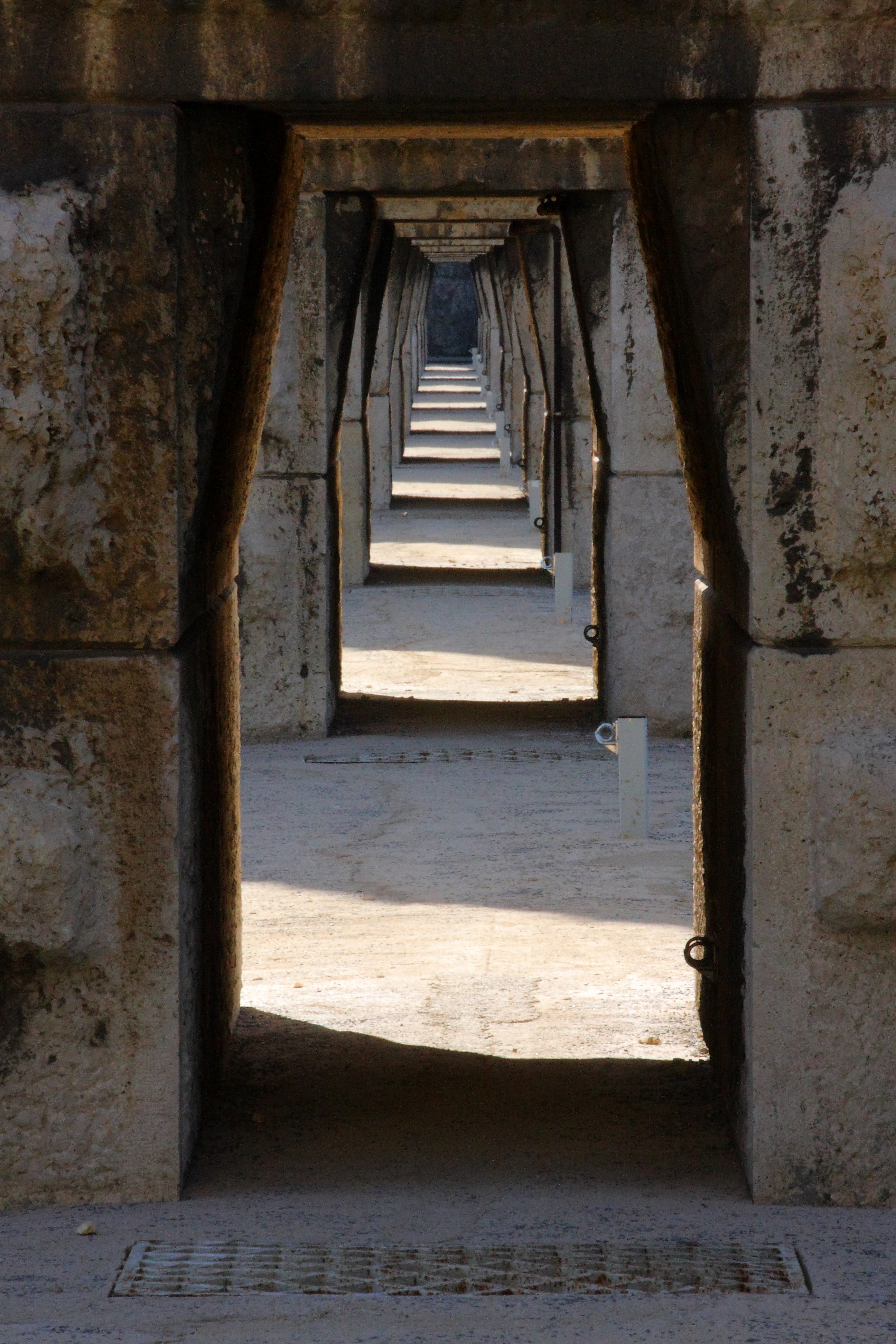
« Porche » du premier étage de l'aqueduc de Roquefavour.
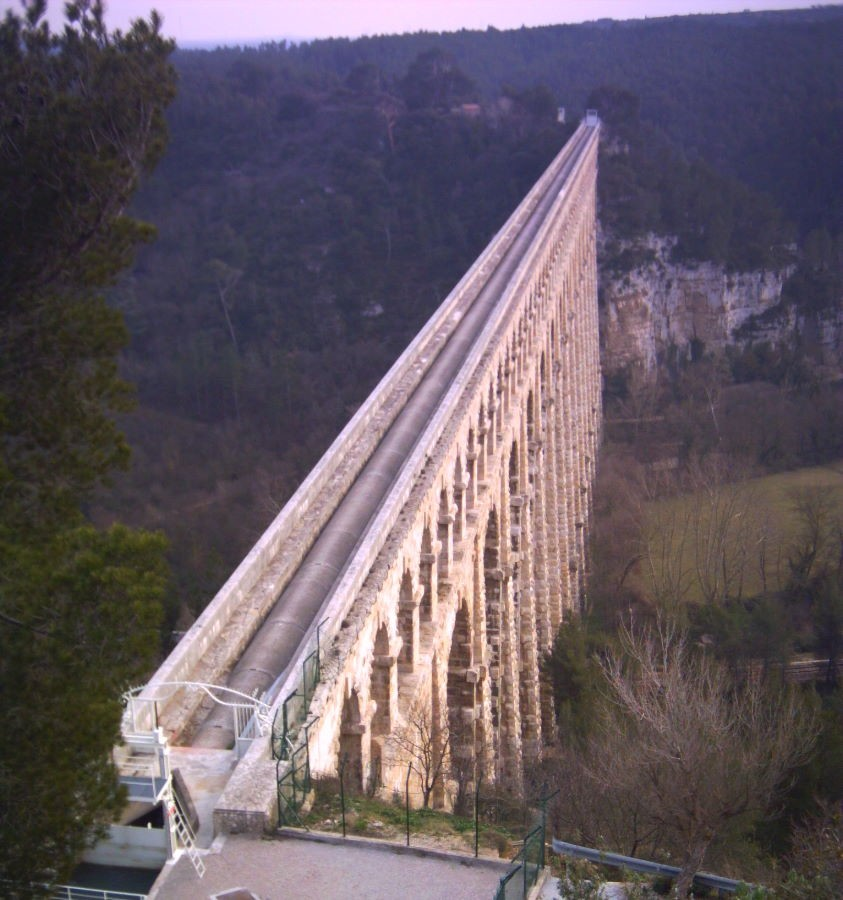
L'aqueduc, vue de dessus.
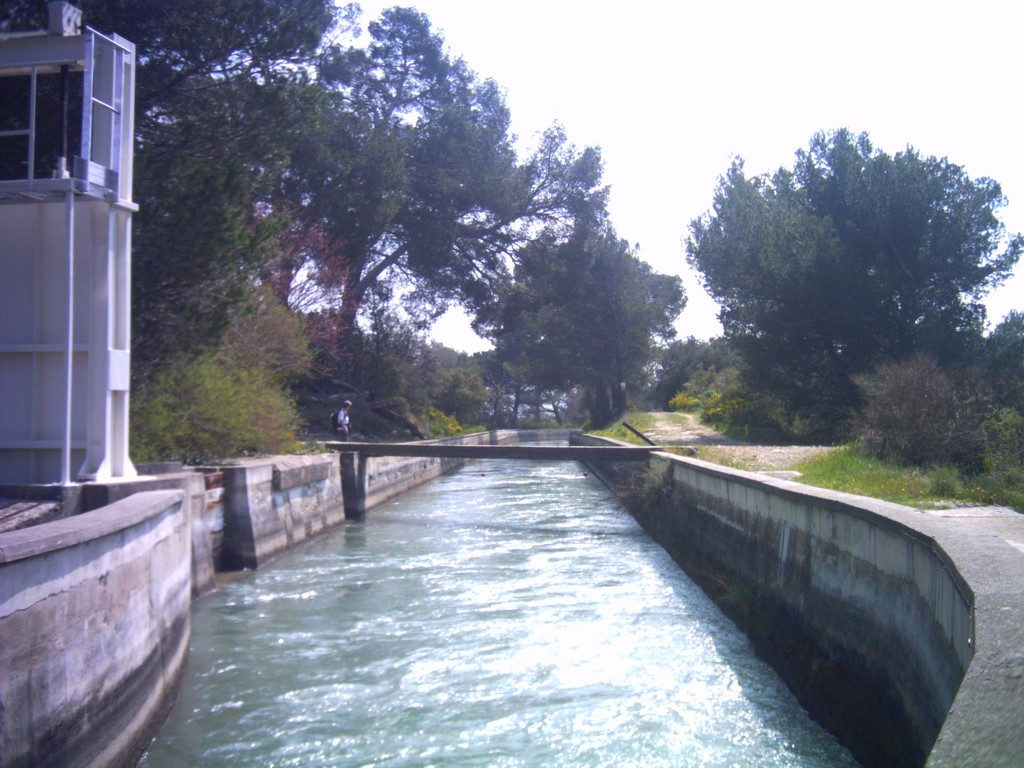
Le canal à la sortie de l'aqueduc.
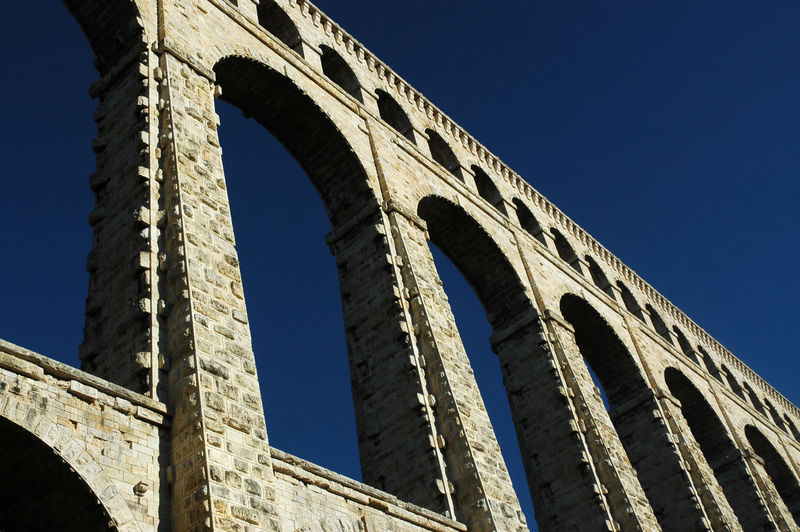
Détail des arches.
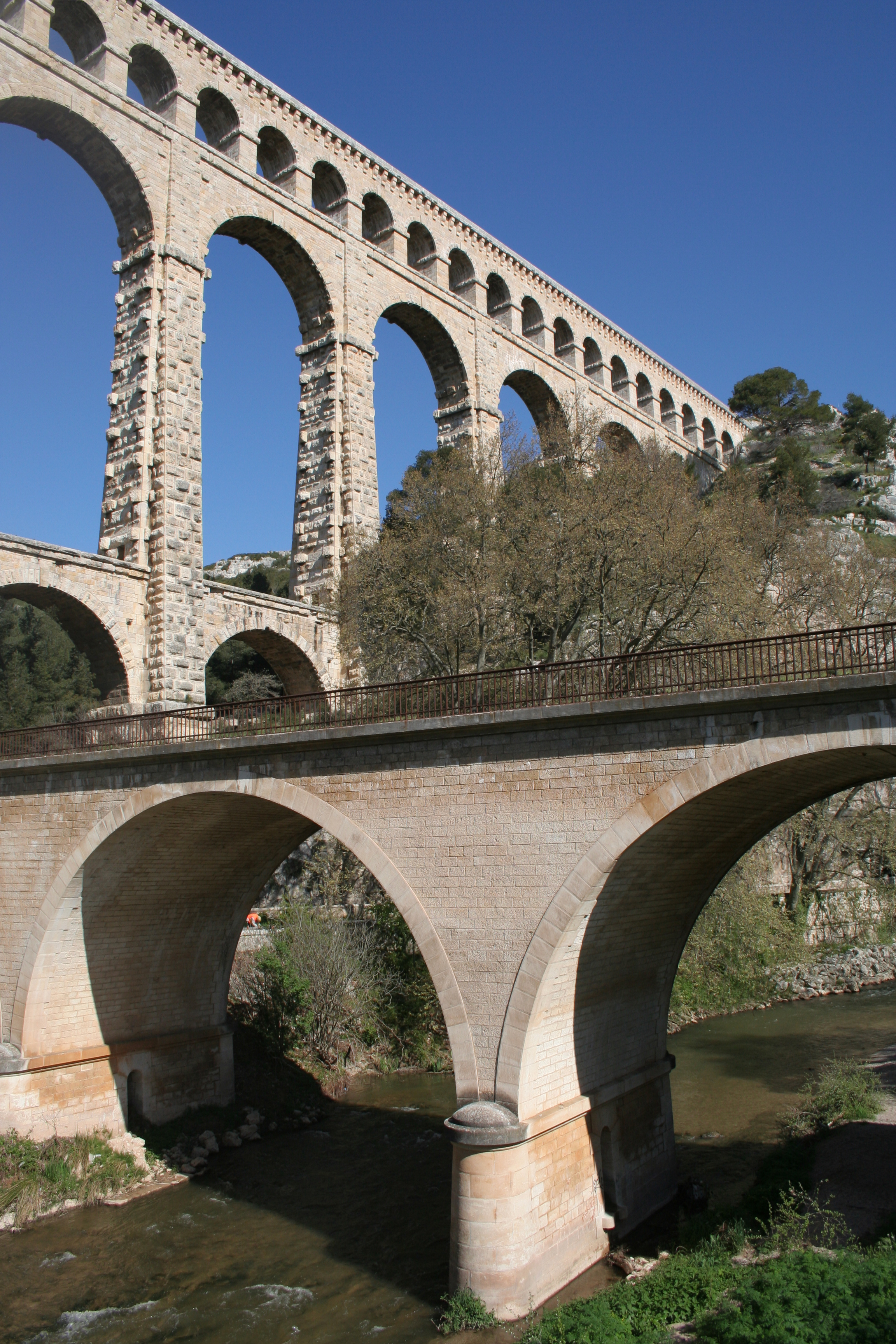
L'aqueduc, le pont du chemin de fer et la rivière l'Arc.

## Œuvres artistiques et événements
- L’aqueduc de Roquefavour a fait l'objet de plusieurs prises de vues lors de tournages pour la série Draculi & Gandolfi de Guillaume Sanjorge[18].
- L’aqueduc de Roquefavour, en cours de travaux de 2020 à 2024, est visible dans quelques passages de la série Tout cela je te le donnerai[réf. nécessaire].